# Marco Grimalt
Marco Alfonso Grimalt Krogh (Queilén, 11) és un jugador de voleibol de platja pertanyent a la selecció de voleibol de Xile, que ha participat en els Jocs Panamericanos de 2011, 2015 i 2019 i en els Jocs Sud-americans de 2010 i 2014, obtenint una medalla de plata 
Al costat del seu cosí Esteban Grimalt, va obtenir la medalla d'or en els Jocs Panamericanos de 2019.

## Carrera
Grimalt va néixer en Queilén, Chiloé, però va ser criat a la ciutat de Linares a la Regió del Maule. Es va interessar en el voleibol a primerenca edat a causa que el seu pare i diversos familiars ho practicaven. Al costat del seu cosí, Esteban Grimalt (n.1991).
Després de la seva participació en els Jocs Sud-americans de 2010 a Colòmbia, on van obtenir una medalla de bronze, l'Associació d'Esportistes Olímpics de Xile els va aprovar un projecte que els va permetre concentrar-se en el voleibol de platja tot l'any.
En els Jocs Panamericanos de 2011, duts a terme a Guadalajara, Mèxic, la dupla Grimalt no va aconseguir passar a quarts de final després de guanyar un partit i perdre dos. A l'any següent, van obtenir la medalla d'or en la primera versió dels Jocs Bolivarianos de Platja, realitzats a Lima, Perú.
En 2014 va participar al costat d'Esteban Grimalt en els Jocs Sud-americans de 2014 a Santiago, Xile, obtenint una medalla de plata després de perdre la final contra els brasilers, (Alison Conte i Bruno Oscar de Almeida.)
En els Jocs Panamericanos de 2015, organitzats a #Toronto, va participar al costat d'Esteban Grimalt i va obtenir el quart lloc.

## Palmarès
Jocs Panamericans
- Medalla d'or (1): 2019

Jocs Sud-americans
- Medalla d'argent (1): 2014
- Medalla de bronze (2): 2010 ; 2018

Jocs Bolivarians
- Medalla d'or (2): 2012 ; 2013
- Medalla de plata (1): 2017

Circuit Mundial de Voleibol de Platja
- Medalla d'or (3)
- Medalla de plata (2)

Continental Cup
- Medalla d'or (1): 2016

Tornejos del Circuit Sud-americà de Voleibol Platja
- Medalla d'or (17)